# Gnathopleura chiriquensis
Gnathopleura chiriquensis är en stekelart som först beskrevs av Cameron 1887.  Gnathopleura chiriquensis ingår i släktet Gnathopleura och familjen bracksteklar. Inga underarter finns listade i Catalogue of Life.